# 무장류
무장류(Acoela)는 무척추동물의 일종으로 편형동물에 속하는 동물 목으로 간주하거나 무장동물문의 대다수 종을 포함하는 2개 강 중의 하나로 취급한다. 약 20개 과로 이루어져 있다. 무장류는 신경계가 단순하며 낭(囊)과 비슷한 장(腸)을 갖고 있다.
무장류는 가장 원시적인 좌우대칭동물로서, 동물의 초기 단계의 진화와 발달에 관한 흥미로운 통찰을 제공한다. 이 분류군에서 가장 많이 연구되는 동물은 유럽에서 발견되는 "심사기티페라 로스토펜시스"(Symsagittifera roscoffensis) 종이다. 한때는 무장류를 편형동물문으로 분류했다. 그러나 분자생물학적 연구 결과는 무장류가 좌우대칭동물이 3개의 주요 분류군을 형성하기 전에 분기되어, 편형동물로부터 분리되었음을 보여주고 있다.

## 하위 과
- Actinoposthiidae
- Anaperidae
- Antigonariidae
- Antroposthiidae
- Childiidae
- Convolutidae
- Dakuidae
- Diopisthoporidae
- Hallangiidae
- Haploposthiidae
- Hofsteniidae
- Isodiametridae
- Mecynostomidae
- Nadinidae
- Otocelididae
- Paratomellidae
- Polycanthiidae
- Proporidae
- Sagittiferidae
- Solenofilomorphidae
- Taurididae